# Senigallia
Senigallia (régies nevén Sinigaglia) település Olaszországban, Marche régióban, Ancona megyében. Lakosainak száma 44 019 fő (2023. január 1.). Senigallia Belvedere Ostrense, Trecastelli, Montemarciano, Morro d'Alba, Ostra, Monte San Vito és Mondolfo községekkel határos.

## Népesség
A település lakossága az elmúlt években az alábbi módon változott:
| Lakosok száma | 44 706 | 44 616 | 44 019 |
|               | 2017   | 2018   | 2023   |